# Igromania
Igromania (Игромания) è un mensile russo dedicato ai videogiochi fondato nel settembre 1997 a Mosca e pubblicato anche nella Comunità degli Stati Indipendenti.
Nel giugno 2009 la rivista ha stampato 190 000 copie (la tiratura più elevata in Europa al 2009). Ogni numero conteneva 208 pagine. La rivista era accompagnata da un poster, quattro adesivi e due DVD. Durante i primi anni, gli articoli di Igromania riguardavano principalmente soluzioni e guide per i videogiochi, ma col tempo il contenuto è stato ampliato a recensioni, trailer e anteprime, notizie e contenuti speciali. Igromania gestisce un sito web e una rete di canali YouTube e Twitch.tv. Da dicembre 2018, Igromania ha cessato le pubblicazioni cartacee e ha continuato la sua attività come rivista on-line.
Dal 1997 al 2003 l'editore di Igromania è stato Igromania-M, ma poi la rivista è passata a TekhnoMir, che nel 2013 ha cambiato nome in Igromedia.